# Baggala
Un baggala ou baghla est un navire arabe, le plus vaste des boutres.

## Description
Le baggala était doté de deux mâts gréant chacun une grande voile trapézoïdale. La poupe était élevée et sculptée comme les anciens vaisseaux européens du  XVIIe siècle, la proue était basse et élancée. Ses dimensions vont de  30  à   50 mètres de long pour une largeur de 7  à   9 mètres.

## Utilisation
Pouvant embarquer de 150  à   500 tonnes, le baggala était utilisé comme navire marchand.
Sur les mers orientales, les baggalas étaient souvent armées par des pirates, qui les choisissaient pour la légèreté de leur gréement et leur facilité de manœuvre.

## Galerie photo

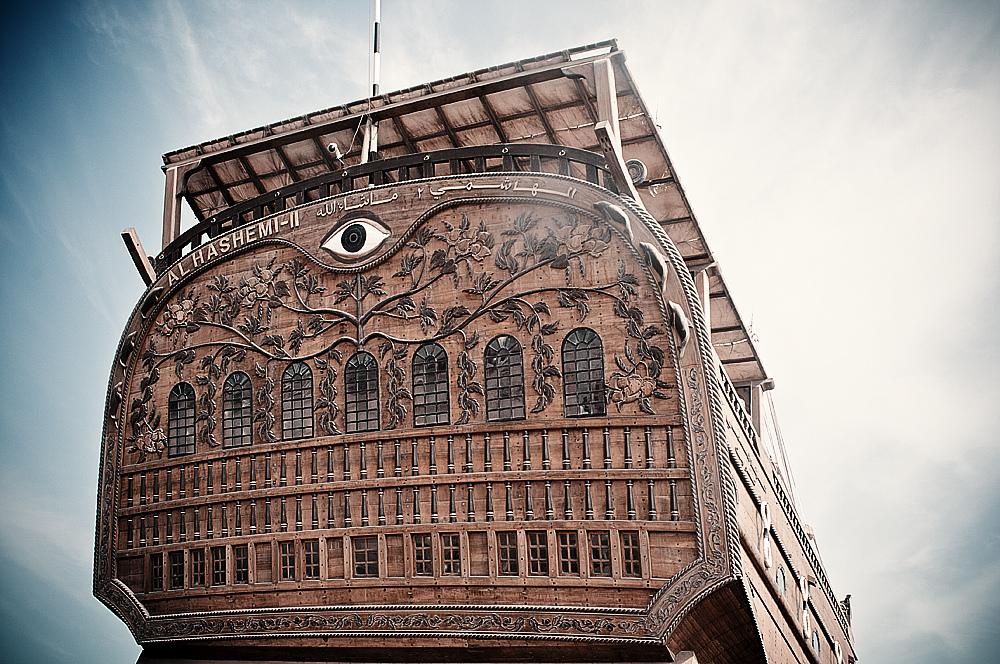
Vue de l'arrière du baggala Al-Hashimi-II
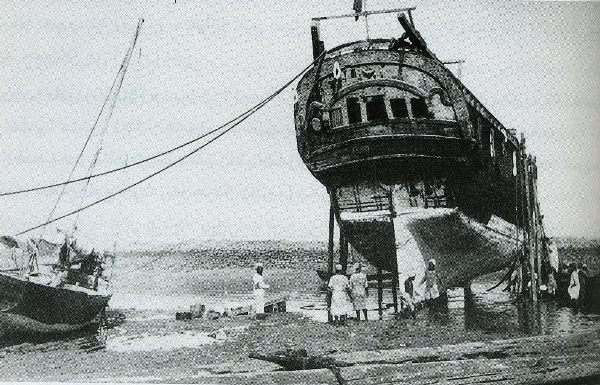
Baggala à terre
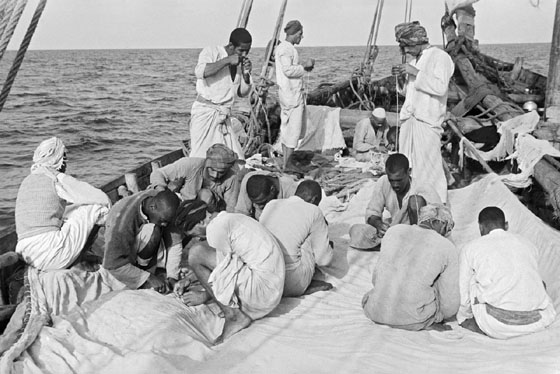
L'équipage d'un baggala